# 选举法
選舉法是為了選舉所制定的法律，各國的選舉制度並不同。

## 所規定事項
選舉法一般會對下列事項進行規定：
- 誰在選舉中有資格投票 （例如年齡、居住地或識字能力，甚至是否繳稅），以及如何登記為選民或投票時須以什麼形式出示何種身分證明
- 誰有資格參選（例如年齡、居住地、出生地或公民權），以及參選人為出現在選票上的登記參選程序（例如提名與附議的填寫格式）和關於選民在選票上填寫已列參選人以外名字的海選規則
- 什麼課題可以交由公民投票或全民公決進行全民直接表決，和政府機構或公民團體在制定公投選項時必須遵守的規則
- 政黨內部管理的框架規定，以及政黨如何選出參選代表（例如黨內預選）
- 選舉的金援（例如捐款上限、政治捐款規則、捐款人名單公佈和規範參選人團隊以外的利益團體在選舉中的行為）
- 如何劃分選出立法代表的選區
- 競選活動的限制（例如匿名廣告、虛假宣傳、言論自由底限）
- 選舉中如何投票（包括是否使用紙質選票，或以其它計票方式如機械投票機器或電子投票器，和如何在投票器或選票上向選民呈現選項
- 選舉中如何計票，如何啟動重新計票，和提出異議的規則與程序
- 選民或參選人是否可以並且如何可以到法院或行政機關提出法律訴訟捍衛個人權利或對選舉結果提出異議
- 定義選舉舞弊與其它侵害選舉系統的罪行。
- 選舉法的來源（例如憲法、國家級法典、地方級法典或法院裁決）與如何詮釋各法律來源之間的關係

## 各地選舉制度
- 中华人民共和国
  - 中華人民共和國全國人民代表大會和地方各級人民代表大會選舉法
- 中華民國
  - 公民投票法
  - 公職人員選舉罷免法
  - 總統副總統選舉罷免法
  - 國民大會代表選舉法（已於2006年1月25日廢止）